# Airborne Ranger
"Airborne Ranger" es un videojuego desarrollado y publicado por MicroProse Software, Inc en 1987. Está disponible para Commodore Amiga, Amstrad CPC, Atari ST, Commodore 64, MS-DOS y ZX Spectrum.

## Objetivo
El jugador toma el papel de un militar estadounidense que tiene que desarrollar diversas misiones. Todas ellas se desarrollan avanzando hacia la parte superior de la pantalla y combinando acción con sigilo y estrategia.